# پورتر
پورتر (به انگلیسی: Porter) یک سبک آبجو است که اولین بار در اوایل قرن ۱۸ در لندن تولید شد. باور بر این است که این نام از محبوبیت آن در میان باربران (Porter) سرچشمه گرفته است. محبوبیت پورتر قابل توجه بود. این اولین سبک آبجو بود که در سراسر جهان تولید شد و تا پایان قرن ۱۸ در ایرلند، آمریکای شمالی، سوئد و روسیه تولید آن آغاز شده بود.
تاریخچهٔ استوت و پورتر به هم گره خورده است. نام «استوت»، که برای آبجوی تیره استفاده می‌شود، از اینجا آمده است که پورترهای قوی به عنوان «استوت پورتر» بازاریابی می‌شدند و بعدها به «استوت» تبدیل شدند. گینس اکسترا استوت در ابتدا «اکسترا سوپریور پورتر» نامیده می‌شد و تا سال ۱۸۴۰ نام «اکسترا استوت» به آن داده نشد. امروزه، اصطلاحات استوت و پورتر توسط کارخانه‌های مختلف تقریباً به صورت متقابل برای توصیف آبجوهای تیره استفاده می‌شوند.